# Jean Van de Kerckhof
Jean van de Kerckhof (Diest, 21 januari 1933 - aldaar, 25 juli 2017) was een Belgisch chirurg en liberaal politicus voor de Partij voor Vrijheid en Vooruitgang (PVV) en diens opvolger Vlaamse Liberalen en Democraten (VLD). Later kwam hij lokaal op met de scheurlijst TROUW.

## Levensloop
Van de Kerckhof studeerde geneeskunde aan de Universiteit van Luik. Vervolgens specialiseerde hij zich als chirurg aan de University of Texas. In de Verenigde Staten deed hij voorts ervaring op bij het MD Anderson Hospital te Houston en het Henry Ford Hospital te Detroit. Later werd hij hoofdgeneesheer van het Sint-Jozefziekenhuis te Diest, waar hij meer dan 50 jaar werkzaam was.
Daarnaast was hij politiek actief. In 1977 trad hij toe tot de Diestse gemeenteraad en in 1979 volgde hij Omer Vanaudenhove op als burgemeester van Diest, een mandaat dat hij uitoefende tot 1988. In deze functie werd hij opgevolgd door Hugo Marsoul. Hij bleef zetelen in de gemeenteraad tot de gemeenteraadsverkiezingen van 1994. Die verkiezingen kwam hij op met de liberale scheurlijst TROUW. Hij werd verkozen, maar besloot niet te zetelen. Hij stond zijn zetel af aan Bill Reynders.
Onder zijn bestuur vond in 1980 de viering van '750 jaar vrijheidscharter' plaats, alsook de eerste stadskernvernieuwing. Daarnaast was er de bouw van het Sint-Augustinusrusthuis en de renovatie van cultuurcentrum Begijnhof.
Van de Kerckhof overleed op 84-jarige leeftijd. Zijn afscheidsplechtigheid vond plaats in de Sint-Sulpitiuskerk te Diest.